# Гуанахай
Гуанахай (ісп. Guanajay) — муніципалітет і місто в провінції Артеміса на Кубі. 
Гуанахай знаходиться за 40 км на південний захід від столиці країни Гавани. Площа муніципалітету становить 113 км².

## Історія
Місто засноване у 1781 році. За часів володіння островом Іспанією, воно слугувало перевалочною базою для іспанських військ, які прибували на острів. Пізніше отримало загальне визнання як курортна зона. До кубинської революції місто було частиною провінції Пінар-дель-Ріо.

## Клімат
| Кліматограма Гуанахай                                                                           | Кліматограма Гуанахай | Кліматограма Гуанахай | Кліматограма Гуанахай | Кліматограма Гуанахай | Кліматограма Гуанахай | Кліматограма Гуанахай | Кліматограма Гуанахай | Кліматограма Гуанахай | Кліматограма Гуанахай | Кліматограма Гуанахай | Кліматограма Гуанахай |
| ----------------------------------------------------------------------------------------------- | --------------------- | --------------------- | --------------------- | --------------------- | --------------------- | --------------------- | --------------------- | --------------------- | --------------------- | --------------------- | --------------------- |
| С                                                                                               | Л                     | Б                     | К                     | Т                     | Ч                     | Л                     | С                     | В                     | Ж                     | Л                     | Г                     |
| 67 25 16                                                                                        | 55 28 18              | 60 30 17              | 96 33 19              | 158 34 20             | 359 30 20             | 194 29 21             | 206 29 20             | 177 27 20             | 197 27 21             | 129 26 17             | 47 25 16              |
| Середня макс. і мін. температури повітря (°C) Атмосферні опади (мм), за рік : 1745 мм. Джерело: |                       |                       |                       |                       |                       |                       |                       |                       |                       |                       |                       |

Місто Гуанахай розташоване в горбистій місцевості з тропічним саванним кліматом. Середньорічна температура становить 24 °С. Найспекотливійший місяць — травень, коли середня температура становить 27 °С, а найпрохолодніший — січень, середня температура становить 20 °С. В середньому кількість опадів становить 1746 мм. Найбільше опадів випадає у червні, в середньому 359 мм, а найменше у лютому, 47 мм опадів.

## Демографія
Чисельність населення муніципалітету в 2004 році — 28 429 осіб, а щільність — 251,6 осіб/км².

## Економіка
На території муніципалітету розвинене сільське господарство, тут вирощують цукрову тростину і тютюн. Крім того, місто Ґуанахай історично є центром торгівлі для західної частини Куби.

## Світлини

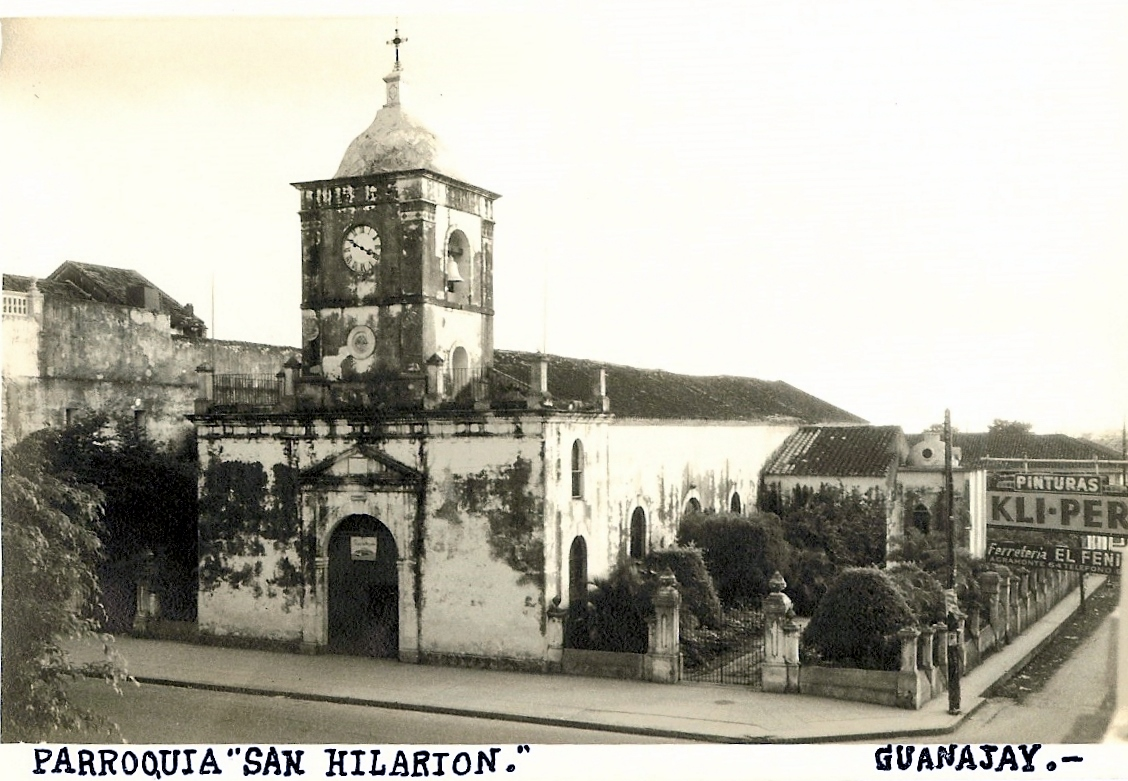
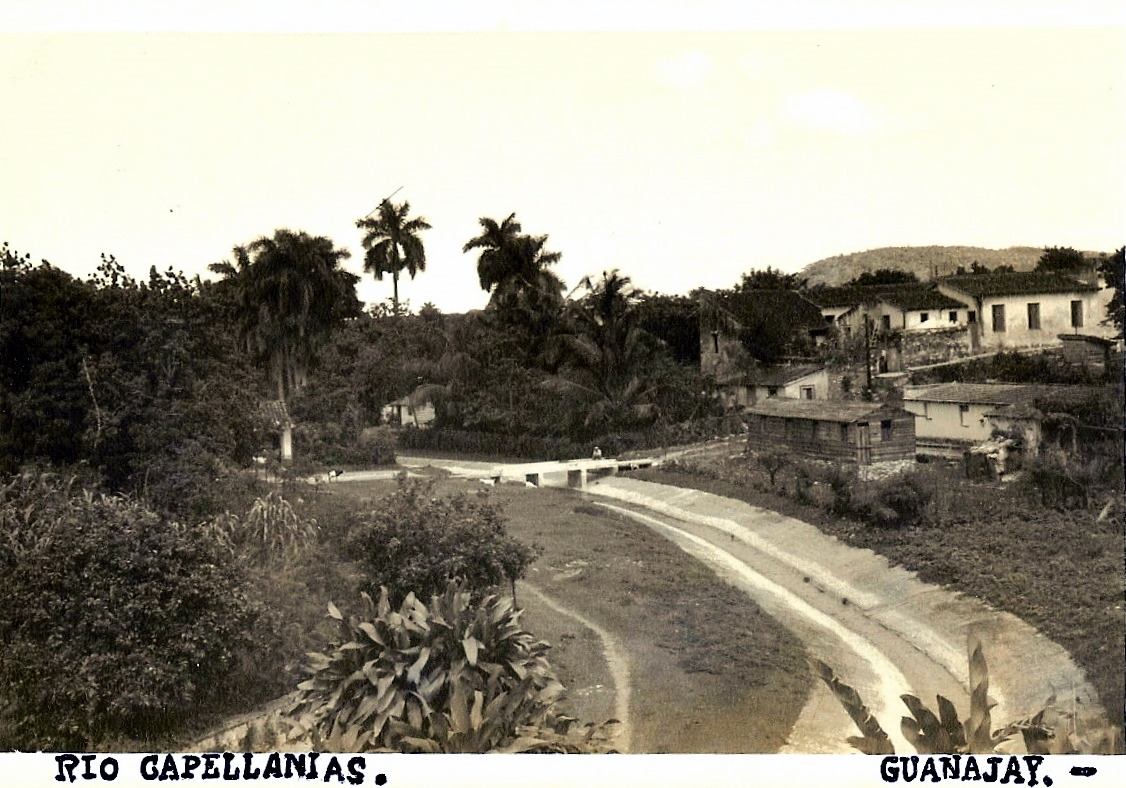
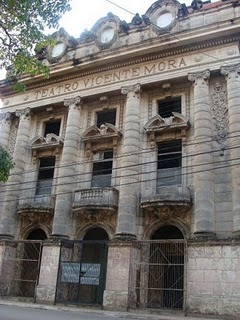

## Відомі уродженці
- Карлос Баліньо Лопес — кубинський революціонер, учасник антиколоніальної боротьби 1868-1898 років, соратник Хосе Марті. Спільно з Хосе Марті був одним із засновників Кубинської революційної партії.